# Françoise Lefèvre
Pour les articles homonymes, voir Lefèvre.
Françoise Lefèvre, née le 22 novembre 1942 à Paris, est une femme de lettres française découverte par l'éditeur Jean-Jacques Pauvert.

## Biographie
Comédienne, elle joue notamment dans la série télévisée Le Pain noir (1974) de Serge Moati.
Mère de deux petites filles, elle est abandonnée par son compagnon, un peintre, parti vivre en Israël. Elle doit alors les mettre en nourrice. Privée de ressources, elle survit en étant ouvreuse dans un cinéma.
Elle rencontre l'éditeur Jean-Jacques Pauvert qui pressent en elle un talent d'écrivain. Il lui avance alors un peu d'argent et elle écrit dans la chambre de bonne, sans eau ni électricité, où elle vit, à la lumière d'une bougie, son premier roman La Première habitude qui rencontre un grand succès, le livre se vendant à plus de 100.000 exemplaires, ce qui lui permet de récupérer ses deux petites filles.
Chacun de ses livres raconte des épisodes marquants de sa vie. De La Première habitude à son avant-dernier livre Un album de silence (2008). Vie amoureuse, vie sentimentale, vie d'errances parfois, vie en écriture aussi.
Ainsi, Les larmes d'André Hardellet (1998) relatent une rencontre unique entre la jeune romancière et le poète de La Cité Montgol : sur la place Desnouettes, au sud du XVe arrondissement de Paris. Le 23 juillet 1974, le poète malade et désenchanté rencontre cette jeune femme. Le courant passe d'emblée. Les nouveaux amis projettent une visite le lendemain, à Vincennes, ville natale de Hardellet. Elle n'aura pas lieu : le poète meurt durant la nuit.
Son fils Hugo Horiot, dont elle a évoqué l'autisme dans son livre Le Petit Prince cannibale, a publié en 2013 un récit de sa différence (Syndrome d'Asperger) : L'empereur, c'est moi, aux éditions de l'Iconoclaste.
Après 13 années de silence, elle revient avec un nouveau livre, "Retour au royaume", en 2021.

## Œuvre
- La Première Habitude, éd. Pauvert, 1974, rééditions J'ai Lu — Grand prix des lectrices de Elle, 1975
- L'Or des chambres, J.-J. Pauvert, 1976, rééditions J'ai Lu
- Le Bout du compte, J.-J. Pauvert, 1977, réédition J'ai Lu
- Mortel Azur, Éditions Mazarine, 1985, réédition J'ai Lu
- Le Petit Prince cannibale, Actes Sud, 1990, réédition J'ai Lu — Prix Goncourt des lycéens, 1990
- Blanche, c'est moi, Actes Sud, 1993
- La Grosse, Actes Sud, 1994, réédition Babel 2000
- Hermine, Éditions Stock, 1994
- Surtout ne me dessine pas un mouton, Stock, 1995
- Un soir sans raison, Éditions du Rocher, 1997
- Consigne des minutes heureuses, Éditions du Rocher, 1998, réédition J'ai Lu (Recueil de nouvelles)
- Les Larmes d'André Hardellet, Éditions du Rocher, 1998
- Souliers d'automne, Éditions du Rocher, 2000
- En nous des choses tues, Éditions du Rocher, 2000
- L'Offrande, Éditions du Rocher, 2001
- Alma ou la chute des feuilles, Éditions du Rocher, 2003
- Se perdre avec les ombres, Éditions du Rocher, 2004 — Prix Marcel-Aymé, 2005
- Un album de silence, Mercure de France, 2008
- Retour au royaume, Jacques Flament, 2021
- La salamandre aveugle,Jacques Flament, 2023

## Prix
- 1975 : Grand prix des lectrices de Elle pour La Première Habitude[2].
- 1990 : Prix Goncourt des lycéens pour Le Petit Prince cannibale[2].
- 1990 : Prix Emile Zola pour Le Petit Prince cannibale .
- 1995 : Prix Bourgogne pour La Grosse .
- 2005 : Prix Marcel-Aymé pour Se perdre avec les ombres[3].

## Adaptation de son œuvre au théâtre
- J'entrerai dans ton silence, d'après Françoise Lefèvre et Hugo Horiot, adapté et mis en scène par Serge Barbuscia, création Festival d'Avignon 2018, théâtre du Balcon, Avignon, 2018
  - Captation DVD, Paris, l'Harmattan vidéo, 2018